# 老君镇 (汉中市)
老君镇，是中华人民共和国陕西省汉中市汉台区下辖的一个乡镇级行政单位。

## 行政区划
老君镇下辖以下地区：
郑家坝社区、付庙村、五星村、四联村、金星村、叶家岭村、杜家坝村、新岗村、五丰村、金光村、王道池村、王家沟村、拐拐村、徐家营村、邰家湾村、金寨村、庆丰村和南寺院村。